# 真野すがた
真野 すがた（まの すがた、1978年7月12日 - ）は、元宝塚歌劇団花組の男役スター。
神奈川県横須賀市、清泉女学院出身。身長173cm。愛称は「めお」。

## 来歴
1997年、宝塚音楽学校入学。
1999年、宝塚歌劇団に85期生として入団。入団時の成績は15番。雪組公演「再会／ノバ・ボサ・ノバ」で初舞台。組まわりを経て月組に配属。
2005年、瀬奈じゅん・彩乃かなみトップコンビ大劇場お披露目となる「JAZZYな妖精たち」で新人公演初主演。
2006年8月21日付で花組へと組替え。
2008年のバウ・ワークショップ「蒼いくちづけ」で、バウホール公演初主演。
2009年の「フィフティ・フィフティ」で、華形ひかるとバウホール公演ダブル主演。
2011年4月24日、真飛聖退団公演となる「愛のプレリュード／Le Paradis!!」東京公演千秋楽をもって、宝塚歌劇団を退団。
退団後は、語学留学先の台湾で知り合った日本と台湾のハーフである男性と結婚。結婚後は台湾に在住している。

## 宝塚歌劇団時代の主な舞台

### 初舞台
- 1999年4 - 5月、雪組『再会』『ノバ・ボサ・ノバ』（宝塚大劇場）

### 組まわり
- 1999年5 - 6月、月組『螺旋のオルフェ』『ノバ・ボサ・ノバ』（宝塚大劇場のみ）
- 1999年7 - 8月、雪組『再会』『ノバ・ボサ・ノバ』（1000days劇場）

### 月組時代
- 2000年2月、『LUNA』新人公演：フレッド（本役：楠恵華）『BLUE・MOON・BLUE』
- 2000年9月、『ゼンダ城の虜』新人公演：ド・ゴーテ（本役：大空祐飛）『ジャズマニア』（宝塚大劇場のみ）
- 2001年1月、『いますみれ花咲く』『愛のソナタ』新人公演：ヘルマン（本役：大和悠河）（東京宝塚劇場）
- 2001年5月、『愛のソナタ』新人公演：ヘルマン（本役：大和悠河）『ESP!!』（宝塚大劇場）
- 2001年8月、『大海賊』早撃ち、新人公演：ロックウェル（本役：大和悠河）『ジャズマニア』（東京宝塚劇場のみ）[3]
- 2001年10月、『血と砂』（バウホール・日本青年館）アンキュマシル
- 2002年1月、『ガイズ&ドールズ』新人公演：ベニー（本役：月船さらら）
- 2002年6月、『SLAPSTICK』（バウホール・日本青年館）ラルフ
- 2002年8月、『長い春の果てに』新人公演：ピエール（本役：月船さらら）『With a Song in my Heart』
- 2002年8月、『長い春の果てに』ヴァール『With a Song in my Heart』（中日劇場）
- 2003年4月、『花の宝塚風土記（ふどき）』『シニョール ドン・ファン』新人公演：ロドルフォ・ドメス（本役：汐風幸）
- 2003年11月、『薔薇の封印』新人公演：ミハイル（本役：彩輝直）
- 2004年4月、『愛しき人よ-イトシキヒトヨ-』（バウホール・日本青年館）大門誠
- 2004年6月、『飛鳥夕映え』川瀬、新人公演：蘇我石川麻呂（本役：大空祐飛／貴城けい）『タカラヅカ絢爛II』[3]
- 2004年11月、『THE LAST PARTY』（バウホール）MANO／エドゥアール[3]
- 2005年2月、『エリザベート』ジュラ、新人公演：フランツ・ヨーゼフ（本役：初風緑）[3]
- 2005年7月、『BourbonStreet Blues』（バウホール）DJ／デイモンド／ドナルド
- 2005年9月、『JAZZYな妖精たち』チャールズ、新人公演：パトリック・ゲール（本役：瀬奈じゅん）『REVUE OF DREAMS』 新人公演初主演[5][3]
- 2006年1月、『あかねさす紫の花』子麻呂『REVUE OF DREAMS』（中日劇場）
- 2006年3月、『THE LAST PARTY』（東京芸術劇場）MANO／エドゥアール
- 2006年5月、『暁（あかつき）のローマ』ナゾ『レ・ビジュー・ブリアン』

### 花組時代
- 2006年11月、『MIND TRAVELLER-記憶の旅人-』（ドラマシティ・日本青年館）フィリップ・ムーア
- 2007年2月、『明智小五郎の事件簿-黒蜥蜴（トカゲ）』書生（前原）『TUXEDO JAZZ（タキシード ジャズ）』
- 2007年7月、『源氏物語 あさきゆめみしII』（梅田芸術劇場）藤式部の丞／柏木
- 2007年10月、『アデュー・マルセイユ』セザール『ラブ・シンフォニー』
- 2008年2月、『蒼いくちづけ』（バウホール）ドラキュラ伯爵 バウWS主演[7][3]
- 2008年5月、『愛と死のアラビア』ジューバ『Red Hot Sea』
- 2008年10月、『銀ちゃんの恋』（ドラマシティ・日本青年館）橘
- 2009年1月、『太王四神記』チョロ
- 2009年5月、『哀しみのコルドバ』ファリーペ・マルティン『Red Hot Sea II』（全国ツアー）
- 2009年7月、『フィフティ・フィフティ』（バウホール）ヴィクター バウW主演[8][3]
- 2009年9月、『外伝 ベルサイユのばら-アンドレ編-』フェルゼン『EXCITER!!』
- 2009年12月、『相棒』（ドラマシティ・日本青年館）伊丹憲一
- 2010年3月、『虞美人』季布
- 2010年7月、『麗しのサブリナ』ジョージ『EXCITER!!』
- 2010年11月、『メランコリック・ジゴロ』マチウ『ラブ・シンフォニー』（全国ツアー）
- 2011年2月、『愛のプレリュード』アレン・ベネット『Le Paradis!!（ル パラディ）』 退団公演[4][3]

### 出演イベント
- 2003年9月、紫吹淳コンサート『Lica-Rika／L.R』[10]
- 2011年3月、真飛聖ディナーショー『For YOU』[11]